# Nolwenn Korbell
Vous lisez un « bon article » labellisé en 2010.
Nolwenn Korbell (née le 3 février 1968 à Quimper, dans le Finistère) est une auteure-compositrice-interprète et une actrice française d'expression bretonne et française et, occasionnellement, galloise, anglaise, serbe et russe. Connue pour ses chansons en breton, avec ses musiciens ou en duo avec le guitariste Soïg Sibéril, elle poursuit une carrière d'actrice. Auteure de sept albums studio, elle donne régulièrement des concerts lors des principaux événements du monde celte, joue dans des pièces de théâtre, participe au doublage de films et de séries d'animation.

## Biographie

### Jeunesse et débuts
Nolwenn Korbell nait en 1968 à Quimper et passe son enfance à Douarnenez avec son frère cadet et ses parents, la chanteuse de gwerz Andrea Ar Gouilh et le sonneur Hervé Corbel, également amateur de musique bretonne. La famille parle breton au quotidien, et Nolwenn apprend le français à l'école. Elle suit sa mère en tournée dans les pays celtiques, où elle entend des Gallois, des Irlandais et des Écossais chanter dans leurs langues respectives.
Elle commence à prendre des cours de théâtre dès l'adolescence à la MJC de Douarnenez. À seize ans, elle joue dans des sketchs pendant la « Nuit des Raouls », un pastiche de la Nuit des Césars. Youenn Gwernig, le directeur des émissions en langue bretonne de France 3 Ouest, la remarque à cette occasion. En 1984, France 3 achète les droits d'un dessin animé gallois pour le doubler en breton et il lui confie le rôle du personnage féminin. Elle a tout juste dix-huit ans lors de ses débuts de présentatrice d'émissions en breton sur France 3, afin de payer ses études. Plus tard, elle devient l'une des professionnelles les plus expérimentées de Bretagne, doublant des centaines d'heures d'émissions pour France 3 et TV Breizh.
Après l'obtention de son Bac et une initiation à la guitare, elle entreprend pendant deux ans un cursus de langues vivantes à l'université de Rennes 2, étudiant l'allemand en langue principale ainsi que le breton et le gallois au département d'Études celtiques dans le cadre du DEUG. Plus attirée par une formation de comédienne-interprète, elle entre au conservatoire d'art dramatique de Rennes, où elle passe trois ans, apprenant également le chant lyrique et chantant en tant que soprano dans le groupe Arsis Théâtre Vocal. Avec le soutien d'Alexandre Damnjanovic, directeur de l'Opéra de Rennes, elle prépare le difficile concours d'entrée au conservatoire de l'Opéra de Paris. L'échec est douloureux et brise l'élan qui l'animait depuis quelques années.
Entre 1991 et 1999, elle partage sa vie entre la Bretagne et le Pays de Galles d'où est originaire son compagnon, le poète Twm Morys. Elle est chanteuse dans le groupe de ce dernier, Bob Delyn a'r Ebillion (qui enregistre 2 CD et une dizaine de clips musicaux) ainsi que comédienne pour un feuilleton sur la chaîne en gallois S4C. Elle ressent une frustration en constatant à quel point le gallois bénéficie d'une reconnaissance officielle mais cela lui donne l'envie d'agir dans son pays. Dans cette période, elle joue dans des courts et longs métrages d'Olivier Bourbeillon, Marie Hélia, Simon Hymphries et elle présente et produit des émissions sur France 3 Ouest en langue bretonne.
En 1997, elle participe au Kan ar Bobl, un concours de chant breton qui révèle entre autres Yann-Fañch Kemener et Denez Prigent. Elle y interprète Ma c'hemenerez (« Ma couturière »), une chanson qu'elle a écrite en hommage à sa grand-mère, et remporte le grand prix du concours.
La naissance de son fils Gwion en 1998 et le sentiment de perdre peu à peu ses liens avec la Bretagne la font finalement revenir définitivement au pays, pour se consacrer au théâtre et au chant. Plusieurs occasions de monter sur scène vont lui permettre de donner forme à son désir d'expression et de création, comme le spectacle Voix de Bretagne donné au Quartz à Brest en 1999, ou encore grâce à Gérard Delahaye au festival Les Tombées de la nuit à Rennes en 2002. Les deux directeurs de Coop Breizh sont dans la salle et lui proposent d'enregistrer un album.

### N'eo ket echu
Son premier album, sorti en octobre 2003, s'intitule N'eo ket echu (« Ce n'est point terminé »). Ce titre est fait pour que chacun l'interprète à sa guise : il peut par exemple se rapporter à une rupture amoureuse qui laisse subsister un espoir, à la langue et la culture bretonnes qui restent en vie, ou encore à une œuvre d'art, tel l'album lui-même, qui n'est jamais finie car il est toujours possible de la réinterpréter.
Toutes les chansons sont en breton, à l'exception de Y byd newydd (« Le nouveau monde »), en gallois. Nolwenn Korbell signe toutes les paroles et musiques, sauf celles de Plac'h ar gwele kloz (« La fille du lit clos », Bernez Tangi), Y byd newydd (Twm Morys) et Deuit ganin-me (« Venez avec moi », traditionnel).
Elle cite comme sa principale source d'inspiration les chansons, souvent issues du Barzaz Breiz, que lui chantait sa mère. Pour elle, chanter en breton est « une évidence », car c'est sa langue maternelle, qu'elle parle aussi avec son fils. Elle écrit avec des mots simples, suivant l'exemple de Bernez Tangi, qui, en plus d'une chanson, signe la dédicace en forme de poème de N'eo ket echu. Sa formation d'actrice la pousse à porter une grande attention à la diction, ce qui participe de son effort à rendre ses chansons accessibles au plus grand nombre. Dès ce premier album, elle affirme une conviction : l'importance du breton et des langues en général. « J'aimerais que le monde garde toutes les couleurs qui sont sous le soleil », commente-t-elle.
Nolwenn Korbell veut faire comprendre que ses chansons, modernes, sont ancrées dans la tradition. C'est pour cela qu'elle inclut sur l'album Deuit ganin-me, une chanson traditionnelle qu'elle tient de sa mère et que chantaient aussi les sœurs Goadec. Cette chanson raconte l'histoire d'un homme cherchant à séduire une femme pour la faire venir dans son pays en lui offrant les plus beaux habits qui soient, mais elle refuse tant qu'ils ne seront pas mariés à l'église.
Elle reprend un autre thème traditionnel dans Son ar plac'h n'he doa netra (« La chanson de la fille qui n'avait rien »), inspirée d'une comptine destinée à apprendre aux enfants les jours de la semaine, le nom des animaux de la ferme et leurs cris : chaque jour, le narrateur va à la foire et achète un animal. Dans la version de Nolwenn Korbell, à partir du mercredi, la narratrice achète une chose que l'on ne peut acheter : un mari, un fils, un cœur, une voix et une vie. D'après l'auteur, « cette chanson en forme de parabole démontre surtout que ce qui fait le sel de la vie n'est pas négociable ».
L'album reçoit le prix du meilleur CD lors des Prizioù de France 3 Ouest en 2003 et le grand prix du disque Produit en Bretagne en 2004. Toujours en 2004, Nolwenn Korbell reçoit le prix Imram, qui récompense chaque année un auteur d'expression bretonne pour l'ensemble de son œuvre. Un an après sa sortie, 6 000 exemplaires CD ont été vendus.
Pour N'eo ket echu, Nolwenn Korbell s'est entourée de Frédérique Lory au piano, de Tangi Le Doré à la basse et d'Antonin Volson aux percussions. Cette équipe l'accompagne jusqu'en 2010. Produite par Big Bravo Spectacle, société basée à Saint-Quay-Portrieux, elle chante dans de nombreux événements, dont le Festival des Vieilles Charrues en 2004, le Festival du bout du monde en 2005, les Nuits Celtiques à Bercy de 2005 et 2006. En 2006, elle participe au festival Celtic Connections à Glasgow et à un concert à l'Olympia avec Gilles Servat. Si elle conquiert le public, bretonnant ou non, de petites scènes en grands festivals, les médias parisiens semblent ne pas prendre la véritable mesure du « phénomène ».

### Bemdez c'houloù
Son deuxième album, Bemdez c'houloù (« Chaque jour de lumière »), sort en 2006. Toujours essentiellement écrit en breton, il inclut le traditionnel gallois Dafydd y garreg wen (« David de la roche blanche ») et le traditionnel français Un petit navire d'Espagne. Les autres paroles et musiques sont de Nolwenn Korbell, à l'exception de celles des traditionnels Pardon an Dreinded (« Le pardon de la Trinité ») et Olole, le cri des petits pâtres bretons qui s'interpellaient d'une colline à l'autre. Elle signe aussi une chanson en anglais, News from town for my love who stayed home.
Dafydd y garreg wen est une mélodie pour harpe composée par le poète et musicien gallois David Owen (1711/12-1741). Ce compositeur et musicien aveugle était surnommé David de la Roche Blanche, du nom de la ferme dans laquelle il vivait. D'après la tradition, sur son lit de mort, il demanda sa harpe pour composer ce dernier air, dont il souhaitait qu'il soit joué par un harpiste lors de son enterrement. Les paroles furent ajoutées plus tard par le poète gallois John Ceiriog Hughes (1832-1887). Le chœur d'hommes de Bretagne (Mouezh Paotred Breizh) accompagne Nolwenn, prolongeant l'expérience commencée pendant l'été 2005.

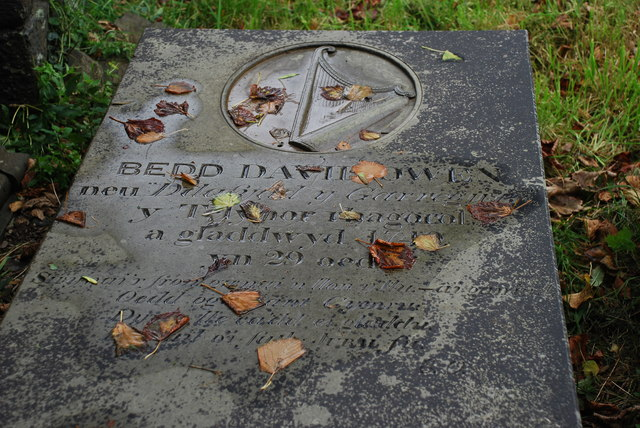
La tombe de David Owen.

La chanson Termaji (« Gitane ») est inspirée d'une citation de Max Jacob : « Le Breton tient du prêtre et du tzigane ». Elle évoque la présence de la religion chrétienne en Bretagne, accompagnée de ce que l'auteur décrit comme « un mélange de paganisme et de folie ». Cette chanson est dédiée à Max Jacob et Emir Kusturica.
La plupart des arrangements sont de la pianiste Frédérique Lory. Du point de vue musical, la principale différence par rapport à N'eo ket echu est l'arrivée de Didier Dréo, du groupe Kern, avec sa guitare « trafiquée » qui peut prendre un son de sitar. Nolwenn Korbell explique qu'elle ne cherche pas à se donner un style, rejetant la mode des instruments traditionnels celtiques. Au contraire, elle choisit les instruments qui lui plaisent ; c'est ainsi que l'on entend sur cet album des instruments inhabituels dans la musique bretonne tels que le marimba, le glockenspiel ou le vibraphone, ainsi que quelques sons électroniques.
Bemdez c'houloù reçoit le Coup de Cœur du Télégramme en 2006. Pendant l'été 2006, elle participe à Celtica, au festival des Folklores du Monde de Saint-Malo, au festival Kann Al Loar de Landerneau, aux fêtes maritimes de Ploumanac'h et Douarnenez, au Congrès International Celtique, au festival de la Saint-Loup à Guingamp et aux fêtes bretonnes de La Baule.

### Red

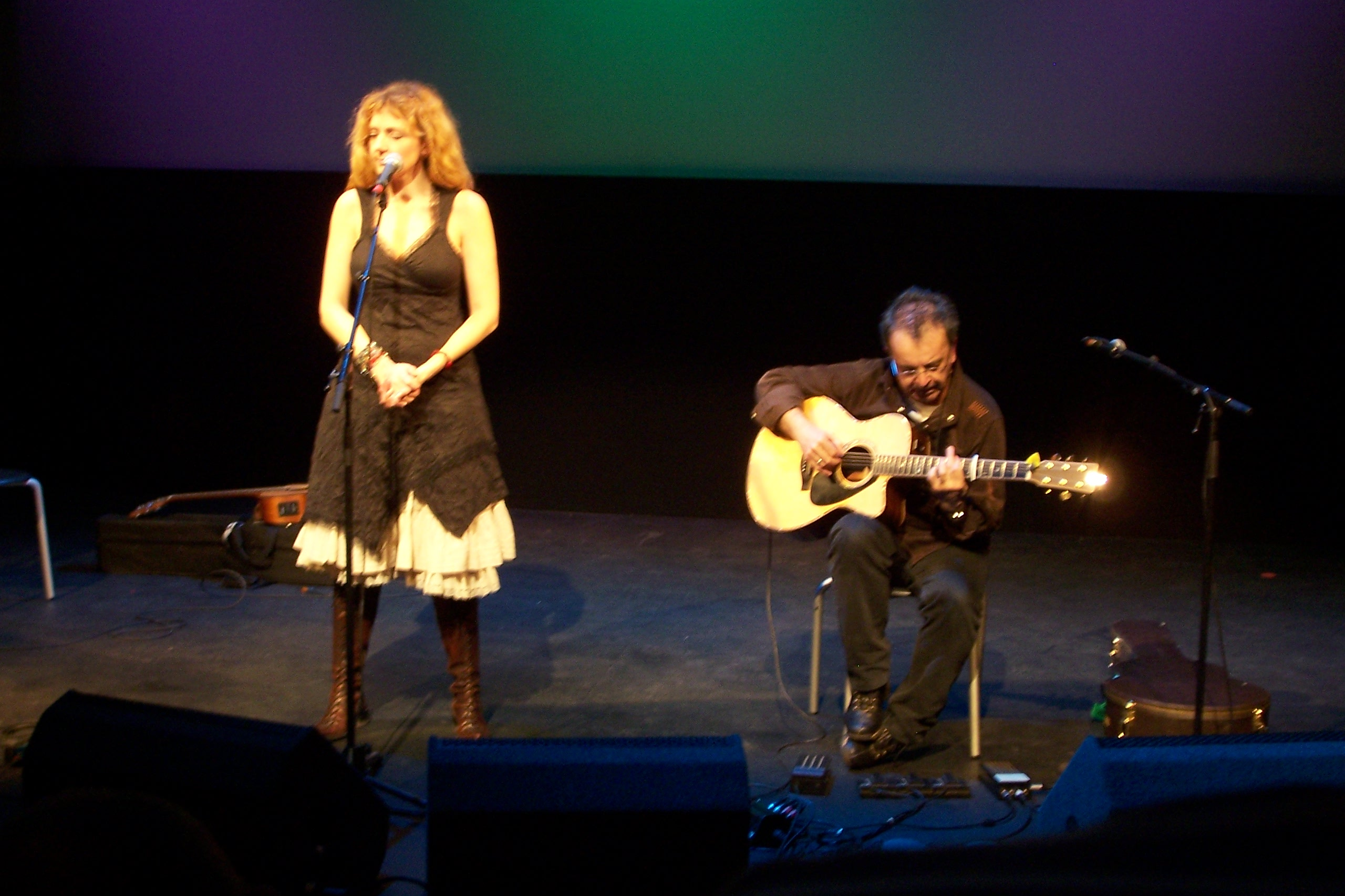
Nolwenn Korbell et Soïg Sibéril en concert à Celtic Connections 2007.

Le troisième album de Nolwenn Korbell, intitulé Red (« Cours », au sens du cours de la vie), enregistré en duo avec le guitariste Soïg Sibéril, virtuose de l'accord ouvert] avec qui elle avait déjà donné des concerts en 2004, sort en 2007. Seul musicien présent sur l'album, il en est aussi l'arrangeur. Les pistes sont pour moitié de nouvelles chansons et pour moitié des chansons reprises des albums précédents de Nolwenn Korbell, réinterprétés avec l'accompagnement à la guitare. 
L'album est accompagné d'un DVD bonus qui comprend deux titres enregistrés en concert, Yannig ha Mai (« Petit Jean et Marie ») et Glav (« Pluie »), et un documentaire intitulé Red ar vuhez (« Le Cours de la vie »), qui montre l'enregistrement de l'album et quelques séquences de concerts. Pour la première fois, Nolwenn reprend une chanson de folk américaine, Turn, turn, turn, de Pete Seeger, dont les paroles sont adaptées du passage du livre de l'Ecclésiaste (« il y a un temps pour tout »). Elle a découvert cette chanson en lisant une biographe de Bob Dylan, qu'elle cite comme l'une de ses principales influences, avec Pete Seeger, Woody Guthrie, Leonard Cohen et Joan Baez.
Red marque un tournant dans l'écriture de Nolwenn Korbell, avec ses premières chansons marquant un engagement politique, Bugale Breizh et Anna. Bugale Breizh évoque le naufrage du Bugaled Breizh, le 15 janvier 2004, au large du cap Lizard, entraînant la mort des cinq marins bretons qui étaient à son bord lors de la percussion par un sous-marin nucléaire d'attaque et à qui l'État n'a jamais voulu rendre justice. Nolwenn Korbell établit un parallèle entre le naufrage du Bugaled Breizh (« Enfants de Bretagne ») et le sort que la politique française d'impérialisme linguistique fait subir aux Bretons au cours du XXe siècle. Le 16 janvier 2010, elle participe à un concert de solidarité avec les familles de victimes à Plozévet (Finistère). L'autre chanson politiquement engagée est Anna, dédiée à la journaliste russe Anna Politkovskaïa, assassinée le 7 octobre 2006 à Moscou. Le refrain est un proverbe breton : « Ar wirionez zo ganit, tout ar chas a biso diouzhit » (« Si tu dis la vérité, tous les chiens te pisseront dessus »). En 2008, Nolwenn Korbell remporte à nouveau l'un des Prizioù de France 3 Ouest, cette fois celui de la « meilleure expression bretonne ».

### Noazh
Nolwenn Korbell sort Noazh (« Nu ») en 2010. L'idée de ce titre lui est venue pour exprimer l'idée de dévoilement qu'elle avait envie de mettre en chanson, passant à un style plus rock et blues. La photographie de couverture, sur laquelle elle pose nue, s'impose par la suite pour être en accord avec ce titre, qui résume aussi son opinion sur l'art : ce que l'on crée est intime, mais on doit le montrer. Le choix du rock est motivé par son énergie, son rythme, la force que lui donnent les instruments électriques, ce qui, avec des paroles écrites pour correspondre à ce style, change la façon de s'exprimer sur des thèmes souvent durs.
Le breton est toujours la langue principale, mais on y trouve aussi de l'anglais (Mad Love, Don't Try, One More Day), du français (Je voudrais) et, pour la première fois, de l'ukrainien, avec la chanson traditionnelle Misjac Na Nebi. Cette dernière est la seule dont elle ne signe pas les paroles. Cette place plus importante de l'anglais est liée au choix du style rock et illustre le plaisir qu'elle prend à chanter en plusieurs langues.
Anna est à nouveau présente, cette fois accompagnée d'un poème en russe dit par Antonia Malinova. Hir (« Longue »), le poème qu'elle avait écrit pour la Redadeg, figure également sur l'album, mis en musique et privé de son préambule. Le titre se rapporte à la longueur de la route à parcourir pour obtenir le droit de parler et enseigner sa propre langue,.
Le seul musicien de son ancienne équipe qui figure sur cet album est le guitariste Didier Dréo, qui s'occupe aussi des arrangements. C'est chez lui que son album a été enregistré, ce qui a évité les contraintes de dates et permis l'enregistrement de l'album sur une durée de deux ans. Le batteur Jean-Christophe Boccou, qui avait déjà joué avec le groupe Kern de Didier Dréo, complète le trio.
À l'invitation des Bretons du Japon, elle se rend en juillet 2011 à Tokyo et Yokohama pour des concerts, quelques semaines après le tsunami dévastateur. Le 8 août, le festival interceltique de Lorient lui confie la création du festival « Jack Kerouac, citoyen d'Amérique », des chants issus d'un enregistrement de Jack Kerouac découverts à New York par Lisardo Lombardía, le directeur du festival.

### Skeud ho roudoù
Son nouvel album personnel, Skeud ho roudoù (« L'ombre de tes traces »), sort le 23 juin 2015 chez Coop Breizh. Sur une musique composée, arrangée par les violonistes Alexis Bocher, Jonathan Dour et Floriane Le Pottier ainsi que le percussionniste Antonin Volson ; elle confie ses amours, perdus ou heureux, ses interrogations, ses refus, portés par des cordes classiques, percussions, la guitare vintage de Didier Dréo. Les chansons sont en breton, certaines sont bilingues breton-anglais et deux en anglais. Son seul titre en français, Amour Kerne, est un poème très sensuel. Nolwenn Korbell s'impose comme auteur et même compositrice mais elle met aussi en musique Xavier Grall, Anjela Duval, Emily Dickinson et Dmitri Broe. L'album est récompensé lors des Prizioù 2016, lauréat dans la catégorie « disque chanté en breton ».
Après une grande tournée entre 2015 et 2016, quelques dates en 2017 prolongent le spectacle Skeud ho Roudoù dans les théâtres (le Quartz, le TNB, le Nautile). En 2016, elle reçoit à Carhaix le collier de l'Ordre de l'Hermine, qui distingue les personnalités engagées dans le rayonnement de la Bretagne. Le spectacle Skeud ho roudoù sera notamment donné au Festival du Chant de Marin de Paimpol en août 2015.

### Avel Azul
L'idée du projet de groupe, Nolwenn Korbell's Band, naît de la rencontre entre la chanteuse et le guitariste Frank Darcel (Marquis de Sade) qui amène d'abord à une collaboration pour un titre de son groupe Republik, That Kid Is Different, sorti en septembre 2016 sur la compilation Terres Neuves.
Ce premier travail en commun leur donne envie de produire un album pop rock, Avel Azul, sorti le 20 avril 2018 sur le label LADTK en distribution Caroline International. Au total, cinq textes en bretons, deux en français et trois en anglais sont nés des inspirations conjuguées de Frank Darcel et de Nolwenn Korbell. L'album se veut éclectique, aux ambiances différentes, passant selon l'artiste « d’une pop anglaise joyeuse, à la douce mélancolie d’une chanson française, puis à une noirceur plus rock, chantée en breton ». Travaillé dans un esprit de groupe, le disque est enregistré par les guitaristes de Marquis de Sade ou Republik (Frank Darcel, Xavier Géronimi, Stéphane Kerihuel), les musiciens d'Alan Stivell en 2014-2016 (Cédrick Alexandre à la basse, Nicolas Hild à la batterie), Ronan O’Luasa aux claviers, le trompettiste Eric Le Lann ou encore Brieg Guerveno aux chœurs et guitare.
Da Belec’h (Vers où) est le premier single de ce sixième album ; il s'agit d'une ballade incitant au voyage « aux confins des mers intérieures ». Ar preñv glas sort en 2024.

## Style musical
Côté chant, Nolwenn Korbell s'oriente vers une recherche de modernité. Elle pense à Björk, une artiste planétaire qui véhicule dans sa musique une part de l'âme nordique sans que ce soit son but premier. Ses influences vont des comédies musicales à Béla Bartók en passant par Bach et Purcell, mais où Bob Dylan, Sinéad O'Connor, Van Morrison, Nina Hagen, David Bowie, Marianne Faithfull, Patti Smith ou le groupe Velvet Underground tiennent une bonne place. Sans oublier EV et Storlok chez les brittophones.
Dès ses premiers albums et les concerts qui suivent, elle impose son style personnel, avec des chansons qui ne sont pas traditionnelles mais s'inspirent de la tradition. Les critiques notent son travail important sur la voix, aussi bien sur le son lui-même que sur le phrasé, sa capacité à passer d'un genre musical à l'autre — folk, pop, blues, jazz, cabaret — et d'utiliser des instruments divers et inattendus, ainsi que sa présence scénique, grâce à laquelle elle crée un lien fort avec le public. Son premier album N'eo ket echu (2003) possède un caractère quelque peu expérimental, n'hésitant pas à mêler au chant des murmures, des cris, des soupirs et des envolées lyriques. Le groupe de musiciens qui accompagne Nolwenn Korbell sur cet album est le fruit de rencontres commençant lors de sa première scène importante, le Kan ar Bobl, en 1997, où elle était accompagnée du bassiste Tangi Le Doré. Deux ans plus tard, à l'occasion d'un concert, il lui présente son neveu, le percussionniste Iltud Le Doré, ainsi que la pianiste Frédérique Lory. Comme elle souhaitait utiliser le marimba sur son album, Frédérique Lory lui présente Huggo Le Hénan, qui joue de cet instrument. De même, Nolwenn désirait utiliser le duduk, ce qui l'amène à contacter le flûtiste breton Sylvain Barou (bansouri, dizi, flûte chinoise, duduk). Le percussionniste Antonin Volson complète finalement le groupe. Cette équipe est reconduite presque à l'identique pour le deuxième album, Bemdez c'houloù (2006).
Dans Red (2007), la musique est assurée par la seule la guitare de Soïg Sibéril. Le chant s'adapte à cette nouveauté, ce qui donne une impression plus légère, plus intime. Cependant, elle se livre toujours « à fond » en concert, ce qui lui inspire l'idée de passer à une musique plus énergique pour Noazh, album essentiellement blues et rock, réalisé en trio avec Didier Dréo à la guitare et Jean-Christophe Boccou à la batterie.

## Autres activités

### Films et doublage
En 1993, Nolwenn Korbell tourne en Bretagne dans le film An Enez Du de Marie Hélia où elle joue son premier rôle important au cinéma. Peu de longs-métrages en breton étant tournés en Bretagne, elle participe ensuite à quelques tournages seulement mais rêve que les Bretons aient le courage de mettre en place une véritable industrie du cinéma. Elle double en breton, pour France 3, la série Les Belles histoires de Pomme d'Api, réalisée par Hoël Caouissin.
Nolwenn Korbell tient l'un des rôles principaux dans les séquences vidéo de E brezhoneg pa gari (« En breton quand tu veux »), une méthode d'apprentissage du breton parue en 2000. Elle double le personnage d'Anne-Marie, la mère du narrateur, sur le DVD Marc'h al lorc'h, la version doublée en breton par l'association Dizale du Cheval d'orgueil, film de Claude Chabrol adapté du roman éponyme de Pierre-Jakez Hélias, sorti en 2010. Elle tient également une session de doublage francophone dans le film Joker où elle prête sa voix à Hope Davis. (dans le rôle de Cassandra) ou encore dans le film I'm Your Man dans lequel elle double Maren Eggert (dans le rôle d'Alma).
En 2017, Nolwenn Korbell joue le rôle féminin principal de la série de fiction en langue bretonne Fin Ar Bed, diffusée sur France 3 et les chaînes bretonnes.

### Théâtre
Après ses études, Nolwenn Korbell joue dans la pièce de théâtre L'enfant mort sur le trottoir, de Guy Foissy. Par la suite, elle donne des lectures chantées en breton — dont des textes du poète Bernez Tangi — lors du festival Ouest/Nord-Ouest au théâtre de Cornouaille, où elle est remarquée par Guy-Pierre Couleau, « une des plus belles rencontres de [sa] vie ». En 2002, il lui confie le rôle principal d'Oona dans la pièce La chaise de paille de Sue Glover, dont l'action se déroule sur l'île de Saint-Kilda en Écosse, avec laquelle elle tourne pendant 18 mois.
En 2005, elle joue dans une deuxième pièce mise en scène par Guy-Pierre Couleau, Rêves, écrite par Wajdi Mouawad. En 2008, elle remonte sur les planches pour une deuxième pièce de Sue Glover mise en scène par Guy-Pierre Couleau, Marilyn en chantée, dans le rôle de Simone Signoret, dont la pièce décrit la rencontre avec Marilyn Monroe. Son rôle mêle théâtre et chant, puisqu'elle interprète plusieurs chansons américaines et une française.
À partir de 2012, elle joue dans L’Intervention de Victor Hugo mise en scène Yves Beaunesne. En 2012, elle joue la pièce Maître Puntila et son valet Matti de Bertolt Brecht, écrite en 1940, mise en scène par Guy-Pierre Couleau qui poursuit en 2013 avec Cabaret Brecht, présentant des chansons de Brecht revisitées par Nolwenn Korbell et le guitariste Didier Dréo. Le spectacle, produit par le Centre dramatique national d’Alsace, est présenté en janvier 2015 au Quartz à Brest. Entre octobre 2016 et janvier 2017 elle joue et chante dans L’Opéra de quat'sous de Bertolt Brecht et Kurt Weill mis en scène par Jean Lacornerie.

### Chant
En 2005, Nolwenn Korbell chante deux chansons en duo avec Gilles Servat : Bugaleaj Nevez (« Nouvelle enfance »), sur le renouveau de la langue bretonne symbolisé par les enfants des écoles bilingues, et Kenavo d'an Naoned (« Adieu à Nantes »), parues sur son album Sous le ciel de cuivre et d'eau. La même année, elle assure les chœurs de Kertrouz, chanson parue sur l'album Lagan de Dom DufF.
En 2010, elle participe à un concert sur le thème de la chanson populaire à la façon slave avec le conservatoire de Saint-Malo. Elle y interprète Folksongs, une série de chants serbes écrits spécialement pour elle par Alexandre Damnianovitch, le directeur du conservatoire, puis La suite balkanique de Slavenski et une adaptation des Quatre Saisons de Vivaldi par l'Ukrainien Sergueï Akhounov.
Un spectacle est prévu avec Brigitte Fontaine, dans la continuité de précédents duos, à Saint-Martin-des-Champs et au Palace à Paris notamment. Celle-ci, d'origine bretonne, se déclare « enchantée » par Nolwenn Korbell.

### Prises de position
En 2008, Nolwenn Korbell apporte son soutien à la Redadeg, course à pied en Bretagne au cours de laquelle un témoin passe, afin de promouvoir la langue bretonne : elle écrit le poème, placé dans le témoin, qui est lu à l'arrivée. Son engagement politique se poursuit par un soutien au Parti breton lors des élections européennes et aux « inculpés de la Réunification », six jeunes arrêtés pour avoir mené des actions militantes pour le rattachement de la Loire-Atlantique à la Bretagne.
Lors de la cérémonie visant à lui décerner le collier de l'Hermine de la promotion 2016, Nolwenn Korbell a tenu un vif discours en réaction à la tribune du philosophe Michel Onfray qui remettait en cause l'utilisation des langues par « les indépendantistes régionaux ». Ses propos émouvants sur la langue bretonne ont été filmés.